# アドレナリン (映画)
『アドレナリン』（原題: Crank）は、2006年のアメリカ映画。監督はマーク・ネヴェルダインとブライアン・テイラー。ジェイソン・ステイサム主演。

## ストーリー
「生き延びるためには、アドレナリンを出し続けるしかない。」
西海岸の犯罪シンジケートを得意とするフリーランスの殺し屋 シェヴ・チェリオス(ジェイソン・ステイサム)は、ロサンゼルスの自宅で睡眠中に、メキシコ系マフィアのリッキー・ヴェローナ(ホセ・パブロ・カンティーロ)に劇毒を投与される。“ペキン・カクテル”といわれるその合成薬物は、副腎(Adrenal gland)のアドレナリン(adrenaline)分泌を抑制し、受容体もブロック、1時間後には心臓停止に至らしめる猛毒であった。エフェドリン、エピネフリン、興奮剤、コカイン、AED。シェブはあらゆる手段でアドレナリンを出し続けながら、リッキーを殺すためロスの街中を探し回る。
※原題の「Crank」は、メタンフェタミンのスラングである。

## キャスト
| 役名                   | 俳優                       | 日本語吹替 |
| ---------------------- | -------------------------- | ---------- |
| シェブ・チェリオス     | ジェイソン・ステイサム     | 山路和弘   |
| リッキー・ヴェローナ   | ホセ・パブロ・カンティーロ | 相沢正輝   |
| アレックス・ヴェローナ | ジェイ・エクスカーラ       | 飯島肇     |
| ドン・キム             | キーオニー・ヤング         | 楠見尚己   |
| カリート               | カルロス・サンス           | 廣田行生   |
| イヴ                   | エイミー・スマート         | 松本梨香   |
| ケイロ                 | エフレン・ラミレッツ       | 里見圭一郎 |
| ドク・マイルス         | ドワイト・ヨーカム         | 石塚運昇   |
| オーランド             | レノ・ウィルソン           | 乃村健次   |

- その他の日本語吹き替え：魚建／樋口あかり／津田英佑／原田晃／田坂浩樹／小野涼子／山口りゅう／林香織／清水千恵／里卓哉
- 日本語版予告編では立木文彦がシェブ・チェリオスに扮してナレーションを担当した。